# Giuseppe Russo

Bischofswappen von Giuseppe Russo

Giuseppe Russo (* 12. Juni 1966 in San Giorgio Ionico) ist ein italienischer Geistlicher und römisch-katholischer Bischof von Altamura-Gravina-Acquaviva delle Fonti.

## Leben
Giuseppe Russo studierte er Philosophie und Theologie am Päpstlichen Römischen Priesterseminar in Rom. Er trat dem Säkularinstitut Servi della Sofferenza (Diener des Leidens) bei. Am 24. Juni 1995 empfing er das Sakrament der Priesterweihe für das Erzbistum Tarent.
Nach der Priesterweihe war er fünf Jahre lang Pfarrvikar der Schutzengel-Pfarrei in Tarent. Während dieser Zeit erwarb er 1996 an der Päpstlichen Lateranuniversität das Lizenziat im Fach Kanonisches Recht. Von 1998 bis 2005 war er kirchlicher Berater für die Sektion Tarent der katholischen Juristenvereinigung. Von 1999 bis 2005 war er zudem Ehebandverteidiger und Kirchenanwalt am Diözesangericht und von 2000 bis 2005 Mitglied der Diözesankommission für Liturgie und sakrale Kunst. 2005 erwarb er an der Universität Pisa einen Abschluss in Bauingenieurwesen. Von 2005 bis 2015 leitete er den Leiter der nationalen Dienststelle für die religiösen Gebäude beim Generalsekretariat der Italienischen Bischofskonferenz. Von 2010 bis 2015 lehrte er zudem als Dozent im Masterstudiengang Architektur und Kunst für die Liturgie am Päpstlichen Liturgischen Institut Sant’Anselmo. Von 2009 bis 2015 war er Jurymitglied der Stiftung Frate Sole für deren europäischen und internationalen Preis für sakrale Architektur. Von 2011 bis 2015 gehörte er dem wissenschaftlichen Komitee für die sakrale Architektur am Studienzentrum Dies Domini in Bologna an. 2014 wurde ihm ehrenhalber der Titel eines Architekten verliehen. Von 2016 bis 2022 war er Untersekretär der Güterverwaltung des Apostolischen Stuhls. Seither war er Pfarrer der Pfarrei San Francesco d’Assisi in Martina Franca.
Papst Franziskus ernannte ihn am 7. Dezember 2023 zum Bischof von Altamura-Gravina-Acquaviva delle Fonti. Der Erzbischof von Tarent, Ciro Miniero, spendete ihm am 21. Januar des folgenden Jahres in der Konkathedrale Gran Madre di Dio in Tarent die Bischofsweihe. Mitkonsekratoren waren der emeritierte Kurienbischof Nunzio Galantino und der Bischof von Verona, Domenico Pompili. Die Amtseinführung in Altamura fand am 10. Februar 2024 statt.